# Eluana Englaro
Eluana Englaro (Lecco, 25 novembre 1970 – Udine, 9 febbraio 2009) è stata una donna italiana che, a seguito di un incidente stradale, avvenuto il 18 gennaio 1992, ha vissuto in stato vegetativo per 17 anni, fino alla morte sopraggiunta a seguito dell'interruzione della nutrizione artificiale; il caso fu al centro di una lunga vicenda giudiziaria tra la famiglia sostenitrice dell'interruzione del trattamento e la giustizia italiana, divenendo anche argomento di polemica politica.

## Biografia
L'incidente stradale avvenne il 18 gennaio 1992, al ritorno da una festa a Pescate, paese alle porte di Lecco; la giovane Eluana, che aveva da poco compiuto 21 anni e frequentava la Facoltà di Lingue all'Università Cattolica del Sacro Cuore di Milano, perse il controllo dell'automobile a causa del fondo stradale gelato e si schiantò contro un palo della luce e quindi contro un muro, riportando lesioni craniche gravissime e una frattura con slivellamento della seconda vertebra, che causò un'immediata paresi di tutti e quattro gli arti. Fu subito soccorsa da un amico che la seguiva, che chiamò l'ambulanza; la giovane tuttavia era entrata subito in coma.
Secondo dichiarazioni della famiglia Englaro, dopo le prime 48 ore il capo rianimatore che stava seguendo Eluana informò i genitori che avrebbe proceduto alla tracheotomia per l'inserimento della ventilazione artificiale e che, pertanto, la rianimazione sarebbe proseguita a oltranza, senza poter prevedere come sarebbe stato il decorso. Beppino e Saturna Englaro iniziarono a chiedere ai medici la possibilità, in caso di assenza di speranza, di sospendere i trattamenti, rappresentando loro che tempo addietro la figlia, quando apprese di un gravissimo incidente stradale che aveva coinvolto un amico rimasto in coma, avesse dichiarato che sarebbe stato preferibile morire che sopravvivere privi di coscienza e volontà e completamente dipendenti dalle cure altrui, ammettendo anche di aver pregato affinché l'amico si spegnesse senza ulteriori sofferenze e umiliazioni. In un'altra occasione, commentando un analogo episodio che aveva coinvolto un compagno di scuola morto in un incidente di moto, Eluana avrebbe dichiarato: «Nella disgrazia è stato fortunato a morire subito». Proprio discutendo in famiglia della tragedia capitata all'amico, la giovane, riferirono i genitori, aveva detto di non poter tollerare che lo stesso capitasse a lei e che, per quanto la riguardava, avrebbe preferito la morte a una sopravvivenza del genere; nel frangente, aveva ripetutamente chiesto loro di non permettere mai che qualcosa del genere le capitasse.
La risposta fu negativa, non essendo tale possibilità prevista dalla legge italiana: i medici ribatterono infatti come, in fase rianimatoria, non vi fosse nessuna possibilità di prestare o negare il consenso alle cure da parte del paziente o di suoi congiunti. Dopo alcuni mesi nel reparto di terapia intensiva degli ospedali di Lecco e Sondrio e due anni di complessiva ospedalizzazione, Eluana uscì dal coma ma, proprio a causa delle lesioni cerebrali estese e irreversibili, fu dichiarata in stato vegetativo, condizione che escludeva la coscienza di sé e del mondo circostante e la possibilità di comunicare o interagire in alcun modo con l'ambiente esterno, relegando il paziente in una condizione tendenzialmente perpetua di totale incoscienza. Fu quindi trasferita in una struttura sanitaria di lunga degenza.

## Le istanze della famiglia Englaro: la battaglia legale

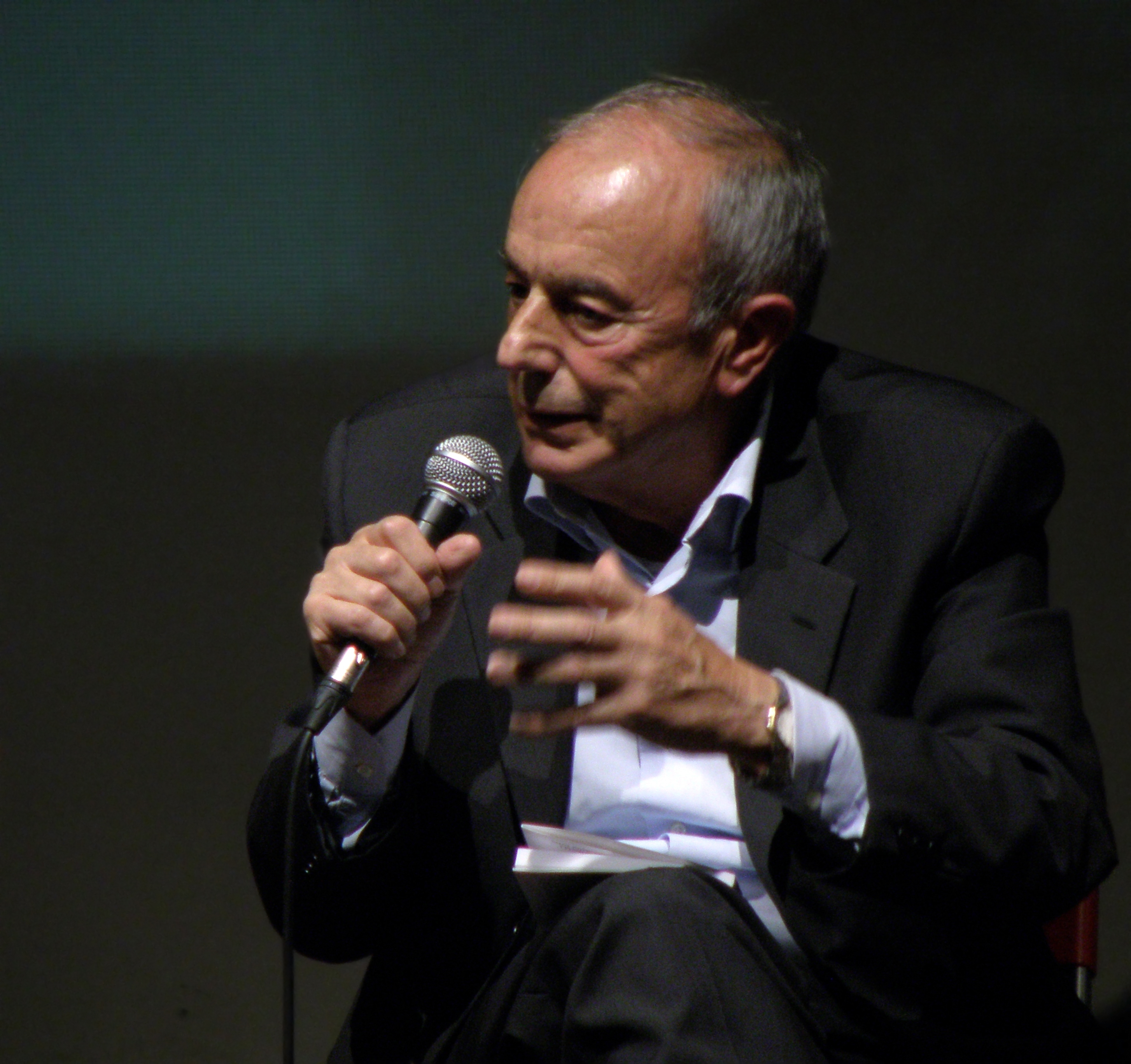
Beppino Englaro, padre di Eluana

La battaglia giudiziaria per la sospensione dell'idratazione e alimentazione artificiale e delle terapie a cui era sottoposta Eluana fu avviata dal padre, Beppino Englaro, che nel 1997 fu nominato tutore della figlia, con piena rappresentanza legale dal momento che Eluana era interdetta per motivi di salute. Due anni dopo, nel gennaio 1999, formalizzò al Tribunale di Lecco la prima richiesta di interruzione dei trattamenti vitali, sostenendo che, nella situazione di Eluana, essi fossero da considerarsi di natura meramente sanitaria e quindi rifiutabili ai sensi dell'articolo 32 della Costituzione: «Nessuno può essere obbligato a un determinato trattamento sanitario se non per disposizione di legge. La legge non può in nessun caso violare i limiti imposti dal rispetto della persona umana». Egli portò a supporto dell'istanza, oltre alla propria parola, diverse testimonianze di amiche della figlia, volte a dimostrare l'inconciliabilità dello stato in cui si trovava e del trattamento di sostegno forzato che le consentiva artificialmente di sopravvivere (alimentazione/idratazione mediante sondino naso-gastrico) con le sue convinzioni sulla vita e sulla dignità individuale.
A marzo 1999 il Tribunale di Lecco respinse la richiesta e altrettanto fece a dicembre la Corte d'appello di Milano, alla quale Beppino Englaro aveva fatto ricorso: in entrambi i casi i giudici motivarono il respingimento con l'impossibilità, secondo le leggi vigenti al tempo in Italia, di inquadrare i trattamenti nutritivi come accanimento terapeutico, eventualmente rifiutabile da parte del paziente o di un suo tutore. L'istanza fu reiterata da Beppino Englaro nel 2002 e ancora una volta il Tribunale di Lecco e la Corte d'Appello la respinsero; i giudici di secondo grado tuttavia, nelle motivazioni della sentenza, esortarono i legislatori a intervenire per colmare il vuoto normativo sul "fine vita". In questo caso, inoltre, il procedimento arrivò fino alla Corte di cassazione, che ad aprile 2005 dichiarò inammissibile il ricorso per un vizio di forma: non era infatti stato nominato il "curatore speciale", ossia la figura che, ai sensi dell'articolo 78 del codice di procedura civile italiano, deve agire come contradditore del tutore. Beppino Englaro nominò la figura prescritta (che aderì ai suoi ricorsi) e nuovamente si presentò dinnanzi al Tribunale lecchese, che ancora una volta emise una sentenza avversa il 20 dicembre 2005; altrettanto accadde in appello il 16 dicembre 2006, con i giudici di secondo grado che affermarono di non disporre di prove sufficienti della volontà di Eluana e nondimeno di non poter fare distinzioni di "dignità" sul «bene vita costituzionalmente garantito, indipendentemente dalla qualità della stessa e dalle percezioni soggettive che di detta qualità si possano avere». Si arrivò così nuovamente in Cassazione, che con la sentenza 21748, depositata il 16 ottobre 2007, da un lato non ritenne di ascrivere ad accanimento terapeutico i trattamenti di idratazione e alimentazione artificiali, ma d'altro canto ammise che essi potessero eventualmente essere interrotti (su istanza del tutore approvata da un giudice) in presenza di due presupposti necessari:
- Occorre che «la condizione di stato vegetativo sia, in base ad un rigoroso apprezzamento clinico, irreversibile e non vi sia alcun fondamento medico, secondo gli standard scientifici riconosciuti a livello internazionale, che lasci supporre la benché minima possibilità di un qualche, sia pure flebile, recupero della coscienza e di ritorno ad una percezione del mondo esterno».[17]
- Occorre altresì «che tale istanza sia realmente espressiva, in base ad elementi di prova chiari, univoci e convincenti, della voce del paziente medesimo, tratta dalle sue precedenti dichiarazioni ovvero dalla sua personalità, dal suo stile di vita e dai suoi convincimenti, corrispondendo al suo modo di concepire, prima di cadere in stato di incoscienza, l'idea stessa di dignità della persona».[17]

La Corte suprema dispose altresì il reinvio della causa a una diversa sezione della Corte d'Appello di Milano, la quale, con il decreto del 9 luglio 2008, autorizzò infine Beppino Englaro, in qualità di tutore, a interrompere il trattamento di idratazione e alimentazione forzata che manteneva in vita Eluana, per «mancanza della benché minima possibilità di un qualche, sia pure flebile, recupero della coscienza e di ritorno ad una percezione del mondo esterno».

### La visibilità mediatica del caso e la prima iniziativa politica
Il caso di Eluana Englaro, frattanto, aveva acquisito una crescente visibilità mediatica: la sentenza d'appello favorevole alle istanze di Beppino Englaro causò opposti moti d'opinione e varie manifestazioni, come quella a favore promossa a Torino dai Radicali Italiani e quella contraria promossa dal giornalista Giuliano Ferrara, che invitò la cittadinanza a depositare davanti al Duomo di Milano bottigliette di acqua, in segno di protesta simbolica contro l'interruzione dei trattamenti. Furono inoltre presentati alcuni appelli, come quello dell'associazione Scienza & Vita e quello del giornalista Magdi Allam favorevoli alla continuazione delle cure e, sul versante opposto, quello dei Radicali di Lecco. Si mosse anche la Chiesa cattolica, col presidente della CEI cardinale Angelo Bagnasco che parlò di «inaccettabile epilogo eutanasico». Le Suore Misericordine, che dal 1994 in poi si erano occupate di Eluana presso la casa di cura "Beato Luigi Talamoni" di Lecco, si dichiararono indisponibili a interrompere l'idratazione e l'alimentazione forzate, e anzi chiesero a Beppino Englaro di abbandonare Eluana alle loro cure e dimenticarsi di lei. Per tale motivo il padre, in accordo con l'equipe medica che seguiva la figlia, decise per il trasferimento presso altra struttura ove dare seguito alle sue volontà, approvate dalla giustizia italiana.
La reazione si estese anche alla politica, sia a livello locale che nazionale: il 9 settembre 2008 la Direzione Sanità di Regione Lombardia (su richiesta della giunta presieduta da Roberto Formigoni) vietò alle strutture sanitarie del territorio di dare luogo alla sospensione di trattamenti vitali quali quelli che tenevano in vita Eluana: ciò fece desistere l'hospice di Airuno, che aveva inizialmente dato la sua disponibilità. Si mosse anche il Parlamento, le cui camere erano entrambe controllate dai partiti di centrodestra, con pochi distinguo compattamente allineati nella contrarietà alle istanze della famiglia Englaro: Camera e Senato votarono la promozione di un conflitto di attribuzione contro la Corte di cassazione, ritenendo che la sentenza dell'ottobre 2007 (da cui era poi scaturito, un anno dopo, il "via libera" in Appello alla sospensione di idratazione e alimentazione) costituisse «un atto sostanzialmente legislativo, innovativo dell'ordinamento normativo vigente», come indicato dalla relazione di maggioranza della Commissione Affari Costituzionali, annunciata in aula il 22 luglio 2008. L'impugnazione fu respinta dalla Corte costituzionale, che con l'ordinanza 334/2008 evidenziò come il conflitto di attribuzione non potesse essere utilizzato come «atipico mezzo di gravame avverso le pronunce dei giudici» (laddove invece il ricorso delle due Camere conteneva varie critiche «al modo in cui la Cassazione ha selezionato ed utilizzato il materiale normativo») e confermò che l'atto della Corte suprema rientrava nel perimetro delle leggi esistenti, non configurando quindi un tentativo di arrogarsi «funzioni di produzione normativa o per menomare l'esercizio del potere legislativo da parte del Parlamento», che «può in qualsiasi momento adottare una specifica normativa della materia».
Il 13 novembre 2008 la Cassazione dichiarò inammissibile, per difetto di legittimazione all'impugnazione, il ricorso della procura della Repubblica di Milano contro il decreto della Corte d'appello del 9 luglio; la sentenza, definita da diverse parti "storica" (ché nei fatti mise fine alla vicenda, aprendo definitivamente la strada all'attuazione della volontà degli Englaro), evidenziò nuovamente la necessità di intervento da parte del potere legislativo per addivenire alla regolamentazione di trattamenti come l’alimentazione forzata, segnatamente in caso di pazienti in stato vegetativo permanente.
Poche settimane dopo, la casa di cura "Città di Udine" rese noto di essere pronta ad accogliere Eluana per la sospensione di alimentazione e idratazione, ma nel mentre la polemica politica divampò: il 16 dicembre 2008 il ministro del lavoro Maurizio Sacconi emanò un atto d'indirizzo che definiva illegale procedere all'interruzione dell'idratazione e dell'alimentazione forzate all'interno di strutture sanitarie pubbliche e private convenzionate col Servizio Sanitario Nazionale. Sebbene il Friuli-Venezia Giulia avesse abbandonato il SSN nel 1996, la clinica "Città di Udine" erogava comunque prestazioni convenzionate, sicché il 19 dicembre 2008 la direzione dell'istituto ritirò la propria disponibilità all'esecuzione della volontà degli Englaro, accusando apertamente il ministro Sacconi di averli minacciati di irrogare la sospensione dell’attività in accreditamento. A difesa di Sacconi intervenne la sottosegretaria Eugenia Roccella, che respinse le accuse di minaccia legate all'atto d'indirizzo e sostenne che l'attuazione della sentenza non fosse obbligatoria e che esulasse dai compiti del SSN.
Tra i distinguo più significativi nel centrodestra vi fu quello del presidente della giunta regionale del FVG, Renzo Tondo (che nel novembre 2008 si era recato al capezzale di Eluana), che ribadì l'autonomia del sistema sanitario regionale e l'indisponibilità a sottostare a quello che definì un «diktat romano», soprattutto in relazione a un accordo tra privati (la famiglia Englaro e la clinica). Reagì al provvedimento del ministro Sacconi anche la presidente della Regione Piemonte, Mercedes Bresso, che annunciò la disponibilità delle strutture sanitarie pubbliche regionali ad accogliere Eluana; l'arcivescovo di Torino card. Severino Poletto ribatté esortando i medici a fare obiezione di coscienza.
Il 19 dicembre 2008 Marco Cappato (segretario dell'Associazione Luca Coscioni), Antonella Casu (segretaria dei Radicali Italiani) e Sergio D'Elia (segretario di Nessuno Tocchi Caino) sporsero denuncia nei confronti del ministero del lavoro, rappresentato da Maurizio Sacconi, presso la procura di Roma, per violenza privata mediante minaccia, con riferimento al suo atto d'indirizzo emanato pochi giorni prima. Il 17 gennaio 2009 la procura di Roma iscrisse il ministro Sacconi nel registro degli indagati.
Il 22 dicembre 2008 anche la Corte europea per i diritti dell'uomo respinse le richieste di varie associazioni contrarie all'interruzione dell'alimentazione e dell'idratazione, non giudicando sul caso specifico, ma semplicemente considerandole "irricevibili" per l'assenza di legami diretti tra i ricorrenti e la Englaro o la sua famiglia.
Il 26 gennaio 2009 il Tribunale Amministrativo Regionale lombardo accolse il ricorso della famiglia Englaro contro l'atto d'indirizzo del ministro Sacconi e contro la direttiva di Regione Lombardia, imponendo a quest'ultima di individuare una struttura ove dar corso alla sentenza della Corte di cassazione. Tuttavia l'amministrazione lombarda non diede riscontro, nemmeno dietro diffida: si aprì così un ulteriore filone di giudizio, che si concluderà l'8 aprile 2016 con una sentenza dello stesso TAR che condannerà Regione Lombardia a pagare un risarcimento danni di circa 143 000 euro alla famiglia Englaro.

## L'attuazione del protocollo
L'impasse sulla vicenda si sbloccò a fine gennaio 2009, allorché la Residenza Sanitaria Assistenziale "La Quiete" di Udine (rispondendo a un appello promosso dal sindaco Furio Honsell) si dichiarò disponibile a ospitare Eluana Englaro per l'attuazione della sentenza di sospensione dell'idratazione e dell'alimentazione forzata; un'équipe di medici e infermieri, volontari ed esterni alla clinica, si rese disponibile ad attuare il protocollo terapeutico concordato con la famiglia Englaro, conformemente a quanto disposto in decreto dalla Corte d'Appello di Milano.
Il 3 febbraio 2009, alle ore 1:30, un'ambulanza con a bordo Eluana Englaro, scortata dall'autovettura del padre Beppino, lasciò la casa di cura "Beato Luigi Talamoni" di Lecco. Nello spazio antistante la clinica alcuni manifestanti (riconducibili a partiti e associazioni di centrodestra, cattoliche, conservatrici e cosiddetti "pro vita") si assieparono per protestare, inveendo contro il padre della donna e contro i paramedici della Croce Rossa, urlando espressioni quali «Eluana svegliati». Alcune persone tentarono fisicamente di bloccare l'autoambulanza, venendo allontanati dalla forza pubblica. Poco meno di cinque ore dopo, verso le 6 del mattino, Eluana giunse alla RSA "La Quiete" di Udine.
Al mattino del 6 febbraio 2009 l'équipe medica annunciò l'avvio della progressiva riduzione dell'alimentazione.

### La seconda iniziativa politica e la morte di Eluana
Lo stesso pomeriggio del 6 febbraio il Consiglio dei Ministri approvò un decreto-legge volto a vietare in qualunque caso e su tutto il territorio nazionale la sospensione dell'alimentazione e dell'idratazione dei pazienti. Il presidente del Consiglio Silvio Berlusconi (che non aveva mai visto di persona la donna, nonostante l'appello del padre a farle visita per rendersi personalmente conto delle pietose condizioni in cui era ridotta), intervenendo in conferenza stampa a Palazzo Chigi, sostenne che Eluana Englaro avesse ancora «un bell'aspetto» e un'aria sana, chiosando che la donna avrebbe potuto «in ipotesi anche generare un figlio» nonostante lo stato vegetativo permanente e la paresi, probabilmente fondando la propria affermazione su una fallace interpretazione di quanto dichiarato dalle suore che avevano avuto in cura Eluana (per le quali spese parole di elogio), che avevano dichiarato come la paziente avesse ancora sporadicamente il ciclo mestruale. L'indomani il Presidente del Consiglio tornò sull'argomento, affermando come a suo avviso la vicenda fosse un mero tentativo di «togliersi di mezzo una scomodità» ed esortando i medici a non compiere «un'azione che porta sicuramente alla morte attraverso [...] delle crudeltà come quelle di privare l'organismo umano di cibo e acqua»; ribadì inoltre il proprio convincimento che Eluana avesse «un bell’aspetto [...] delle funzioni come il ciclo mestruale attivo e [...] la capacità di potersi risvegliare».
A stretto giro il presidente della Repubblica Giorgio Napolitano inviò una lettera a Berlusconi e al Consiglio dei Ministri, indicando le proprie forti perplessità circa l'ipotesi di intervenire per decreto sull'attuazione della sentenza e sollevando riserve sulla costituzionalità dello stesso. Allorché il decreto gli fu sottoposto, Napolitano ribadì le sue osservazioni e rifiutò di procedere all’emanazione, definendo non superate le obiezioni di inopportunità e incostituzionalità precedentemente espresse.
Alle ore 20 il Consiglio dei Ministri, riunito in sessione straordinaria, approvò urgentemente il disegno di legge nº 1369, con gli stessi contenuti del decreto precedentemente rifiutato dal Quirinale, trasmettendolo immediatamente al Senato, che si riunì per discuterne in sessione straordinaria lunedì 9 febbraio 2009 (normalmente il lunedì l'aula di Palazzo Madama è chiusa). Durante la giornata molti commentatori e leader politici stigmatizzarono lo scontro istituzionale in atto fra il governo e il Capo dello Stato.
La sera del 7 febbraio 2009 alcuni media diffusero la notizia secondo cui "per la gravità della situazione" il protocollo avesse subìto una modifica, anticipando la sospensione totale dell'idratazione e dell'alimentazione. I legali della famiglia Englaro precisarono che le modifiche al protocollo non erano legate alle contingenze, ma erano state decise per tempo a seguito del mancato ricovero nella clinica "Città di Udine", stanti le diverse esigenze di una struttura non ospedaliera quale era invece "La Quiete".
Il caso Englaro fu seguito anche dalla stampa internazionale.
La morte di Eluana Englaro sopravvenne in anticipo rispetto alle aspettative, alle 20:10 del 9 febbraio 2009; alle 20:40 la notizia fu confermata anche da Ines Domenicali, presidente della Residenza sanitaria assistenziale nella quale la donna era ricoverata.
La notizia giunse in Senato proprio durante la discussione del DDL nº 1369 in materia di alimentazione e idratazione, suscitando clamore e reazioni scomposte nell'aula: tra gli altri, il vicecapogruppo PDL Gaetano Quagliariello parlò di "Eluana ammazzata" (sostenuto da cori di analogo tenore proferiti da altri senatori della maggioranza), scatenando la protesta di diversi senatori d’opposizione, che platealmente abbandonarono l’aula; gli ribatté l’esponente PD Anna Finocchiaro, accusando Governo e parlamentari di maggioranza di "sciacallaggio". Gli scambi si fecero sempre più accesi, fino a degenerare in una gazzarra generale all'interno dell'emiciclo: dopo che alcuni senatori di centrodestra tentarono di raggiungere i banchi dell'opposizione, venendo bloccati dai commessi, la seduta dovette essere sospesa; a stretto giro, il capogruppo PDL Maurizio Gasparri attaccò indirettamente il Quirinale affermando che sulla vicenda avessero pesato «le firme messe e le firme non messe».
Il Governo, di concerto con la presidenza del Senato e i gruppi parlamentari, in conseguenza del decesso di Eluana, ritirò il disegno di legge in cambio dell'immediata discussione del testo più articolato relativo al testamento biologico e alla disciplina dei casi di fine vita.
L'11 febbraio successivo, dall'esame autoptico effettuato su ordine della procura della Repubblica di Trieste, si evinse che la causa del decesso di Eluana Englaro fu arresto cardiaco derivante da disidratazione, compatibile quindi con il protocollo previsto e citato nella perizia. L'esame autoptico rivelò inoltre le condizioni gravemente deteriorate del fisico della donna, in particolare dei polmoni e dell'apparato respiratorio in generale; di fatto, a causa della paresi e del prolungato decubito, i polmoni di Eluana erano irrigiditi e ossificati e le orecchie deformate a causa delle ore trascorse distesa su un fianco. Il cervello della donna inoltre presentava lesioni di devastante gravità, a ulteriore conferma che, fin dal momento dello schianto automobilistico, Eluana avesse irreparabilmente perso le proprie funzioni cognitive e comunicative. Le esequie si tennero il 12 febbraio alle ore 14 nella chiesetta di san Daniele a Paluzza (luogo di origine della famiglia Englaro) in forma strettamente privata. Al termine del rito, Eluana fu sepolta nella tomba di famiglia nel cimitero comunale.
Poche settimane dopo, il 27 febbraio 2009, la Procura della Repubblica di Udine aprì un fascicolo, ipotizzando l'accusa di omicidio volontario aggravato, e iscrisse nel registro degli indagati Beppino Englaro insieme ad altre 13 persone, tra cui il primario Amato De Monte e gli infermieri che parteciparono all'attuazione del protocollo in conformità con la sentenza della Corte di cassazione. Il procuratore di Udine Antonio Biancardi dichiarò trattarsi di un «atto dovuto». I tempi si sarebbero prolungati per la necessità di separare le specifiche denunce da «numerosissimi esposti a volte deliranti, privi tuttavia di rilevanza penale o di precise accuse» che diversi soggetti avevano presentato a carico della famiglia Englaro e del relativo entourage. Il 28 novembre 2009 la stessa Procura della Repubblica di Udine chiese l'archiviazione dell'inchiesta, dopo che una perizia sull'encefalo della paziente confermò che i danni conseguenti all'incidente automobilistico del 1992 erano «anatomicamente irreversibili». L'11 gennaio 2010 il GIP del tribunale di Udine accolse la richiesta ed emise il decreto di archiviazione.

## Il caso Englaro: prima della morte
Il caso Englaro fu alimentato anche da notizie e affermazioni soggettive e divergenti riguardo alle sue reali condizioni fisiche. Vi fu chi dichiarò ad esempio che la donna fosse in grado di deglutire, laddove invece, a seguito dell'incidente che l'aveva coinvolta, ella avesse riportato una paresi dalla nuca in giù, che le impediva non solo la deglutizione di cibi solidi, ma anche della stessa saliva; la donna era infatti mantenuta costantemente sdraiata su un fianco per evitare rigurgiti e soffocamento, e i paramedici ogni due ore dovevano girarla per evitarle piaghe da decubito. Persino durante gli ultimi giorni di vita della donna si rincorsero sui media dichiarazioni contrastanti e spesso assai fantasiose circa le reali condizioni di Eluana, con numerose persone non meglio identificate che asserivano di averle fatto visita presso l'hospice di Udine ove si trovava e di averla trovata "bellissima" e "tranquilla". La mendacità di tali dichiarazioni era lampante, dal momento che il centro “La Quiete” era costantemente presidiato dalle forze dell’ordine e l’accesso alla stanza dove la paziente si trovava era guardato a vista e strettamente riservato al padre e al personale sanitario; nondimeno chiunque vi entrasse doveva depositare all'esterno qualsiasi apparecchiatura atta alla ripresa video o fotografica. La vicenda di Eluana Englaro e della battaglia intrapresa dalla sua famiglia perché le sue volontà venissero rispettate, al di là del clamore mediatico suscitato, ha contribuito a portare alla luce alcune gravi lacune del sistema giuridico italiano per quanto riguarda vicende bioetiche analoghe, riaprendo il dibattito su una eventuale legge che prenda in considerazione forme di testamento biologico.
La richiesta della famiglia di interrompere l'alimentazione forzata, considerata un inutile accanimento terapeutico, scatenò in Italia un notevole dibattito sui temi legati alle questioni di fine vita, che si rafforzò allorché essa venne accolta e messa in pratica.

## Il caso Englaro: dopo la morte
La vicenda di Eluana Englaro alimentò in Italia un ampio dibattito sui temi legati alle questioni di fine vita. Una parte dell'opinione pubblica, prevalentemente cattolica, si dichiarò contraria all'interruzione della nutrizione artificiale mediante sondino nasogastrico, considerata equivalente all'eutanasia. Un'altra parte dell'opinione pubblica, prevalentemente laica, ma anche in ambienti vicini ad altre confessioni religiose, si dichiarò favorevole al rispetto della ricostruita volontà della diretta interessata pur in assenza di un formale testamento biologico.
Uno dei punti principali di divergenza nel dibattito riguardò la sospensione dell'alimentazione e dell'idratazione alla donna, ossia se considerarle alla stregua di un trattamento sanitario, e quindi una terapia, o alla stregua di un sostentamento vitale di base, e se la loro eventuale sospensione potesse essere effettuata da terzi in mancanza di una diretta ed esplicita volontà del paziente.
Nell'ipotesi in cui la nutrizione artificiale venga considerata una terapia, la sospensione dell'alimentazione e della idratazione alla Englaro (configurabili anche come accanimento terapeutico), troverebbe riscontro alla sua applicabilità nell'articolo 32 della Costituzione italiana e nel codice di deontologia medica, dopo un ragionevole accertamento della originaria volontà della paziente. Tale orientamento è quello che ha condotto la Corte d'Appello ad autorizzare la sospensione del trattamento.
Viceversa, considerando l'alimentazione e la nutrizione alla stregua di un sostentamento vitale, la sospensione di tale pratica si configurerebbe come forma di eutanasia, poiché il paziente che ne venisse privato non morirebbe per le conseguenze dirette della patologia da cui è affetto, come accade per l'interruzione di una cura, ma per l'omissione di una forma di sostegno.
A livello internazionale, dal punto di vista scientifico e bioetico, le interpretazioni prevalenti sono quelle di considerare l'alimentazione e l'idratazione forzata, anche per individui in stato vegetativo persistente, come un trattamento medico liberamente rifiutabile dal paziente o dal suo rappresentante legale, mentre in Italia il Comitato nazionale di bioetica si espresse (nel 2005) in modo differente.
Il Codice di Deontologia Medica, riguardo alla sospensione dell'alimentazione, afferma che «se la persona è consapevole delle possibili conseguenze della propria decisione, il medico non deve assumere iniziative costrittive né collaborare a manovre coattive di nutrizione artificiale, ma deve continuare ad assisterla».
Riguardo alla decisione sulla sospensione delle terapie da parte di terzi, lo stesso codice di deontologia medica, all'articolo 34, afferma che il medico, in assenza di un'esplicita manifestazione della volontà del paziente, dovrà comunque tenere conto delle precedenti manifestazioni di volontà dallo stesso, in aderenza alla Convenzione europea di bioetica del 1997, ratificata dal Parlamento Italiano.
La discussione politica in Italia relativa al testamento biologico, pur in una trasversalità dei giudizi, si è concentrata anch'essa, come conseguenza della vicenda Englaro, sulla questione della nutrizione artificiale e sulla scelta personale o di terzi di interrompere tale trattamento. All'orientamento della maggioranza parlamentare di centro-destra che, nella legge in discussione sulle dichiarazioni anticipate di trattamento escluderebbe la possibilità di richiedere qualunque pratica eutanasica, considera l'idratazione e l'alimentazione come sostegno vitale, si è contrapposto l'orientamento delle forze di opposizione di centro-sinistra, che le considera terapie e come tali comprese nell'ambito di autodeterminazione del paziente che la legge dovrebbe consentire. È stata istituita, inoltre, dalla Presidenza del Consiglio, la giornata nazionale degli stati vegetativi che si celebra il 9 febbraio , in suo ricordo.
La vicenda di Eluana Englaro ha coinvolto fortemente l'opinione pubblica arrivando anche a ispirare il brano La verità di Povia presentato al Festival di Sanremo 2010. Preceduto da forti polemiche, la canzone si rivelò favorevole all'eutanasia tanto da suscitare aspre critiche dal cardinale José Saraiva Martins. Prima che il testo fosse diffuso, Povia spiegò di aver chiesto al padre di Eluana il consenso per cantare il brano. Il film Bella addormentata del 2012, partecipante alla 69ª Mostra di Venezia, si svolge durante gli ultimi giorni di vita di Eluana Englaro e racconta le storie di alcuni personaggi direttamente o indirettamente coinvolti nella faccenda e nel tema dell'eutanasia. La poesia di Guido Ceronetti La ballata dell'angelo ferito fu scritta durante l'agonia di Eluana ed è una presa a favore dell'eutanasia, così come Le droit de s'en aller (Italia, frammento orfico) di Gianni D'Elia, incentrata sulla Englaro e su Piergiorgio Welby.
Il 14 dicembre del 2017 il Parlamento ha approvato il primo testo di legge che regola e disciplina le DAT (dichiarazioni anticipate di trattamento), le quali prevedono espressamente le possibilità in cui delle dichiarazioni precedentemente rese da un paziente in stato d'incoscienza siano vincolanti per il medico curante, così attuando il prescritto del secondo comma dell'articolo 32 della Costituzione, che afferma "Nessuno può essere obbligato a un determinato trattamento sanitario se non per disposizione di legge. La legge non può in nessun caso violare i limiti imposti dal rispetto della persona umana."